# Abel Cathrines Stiftelse

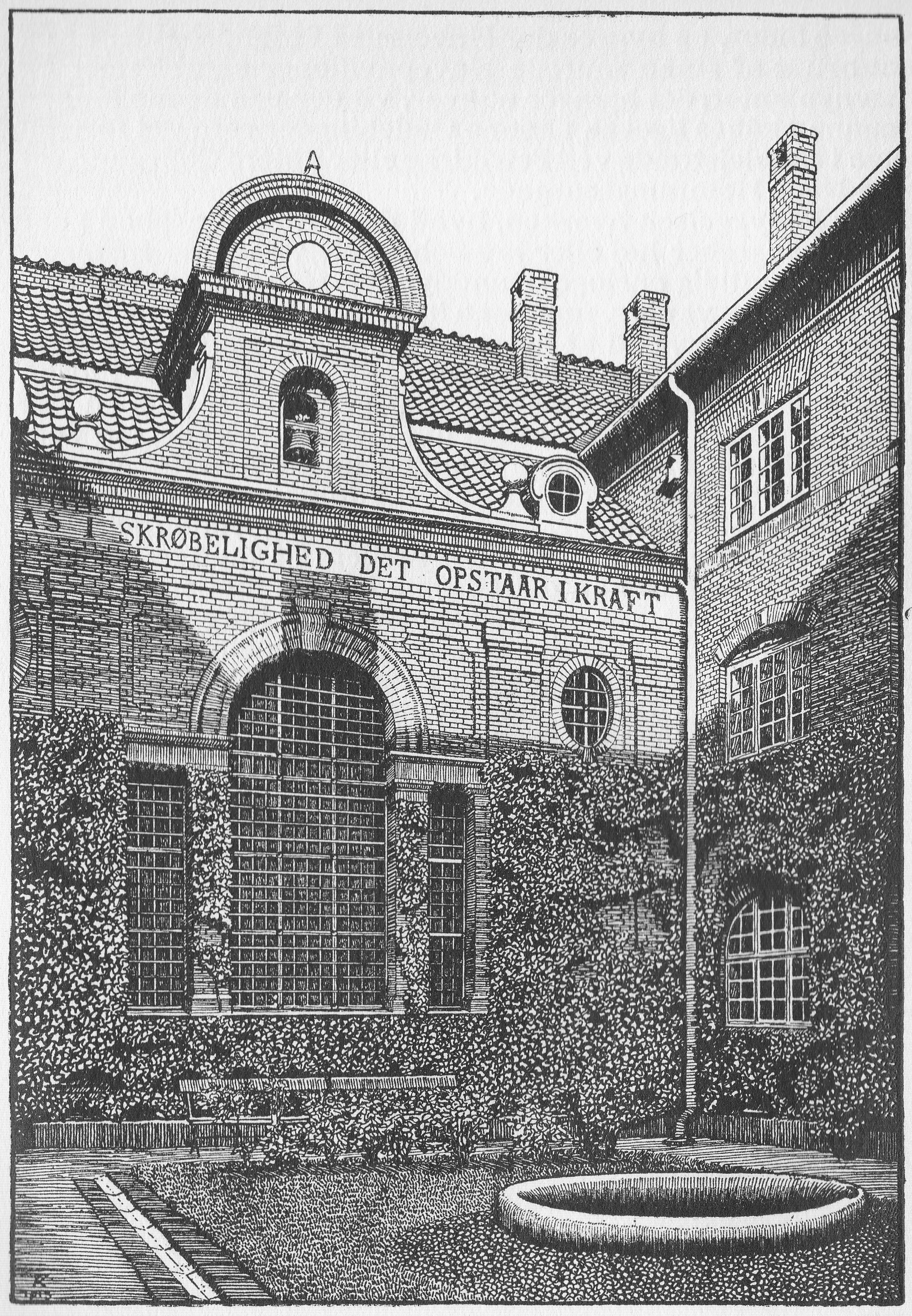
Stiftelsens gård (1914).

Abel Cathrines Stiftelse (även kallad "Hospital" eller "Boder") var en stiftelse i Köpenhamn som 1676–1949 erbjöd boende åt behövande kvinnor. 
Stiftelsen grundades av Abel Cathrine Wolfsdatter von der Wisch, änka efter proviantskrivaren på Köpenhamns slott, Hans Hansen (Osten), genom testamente av den 27 december 1675. I detta sägs, att hon för de 1 000 riksdaler, som "hendes allerkæreste, fromme og salige Mand har skænket de fattige, har ladet opbygge et grundmuret Fattighus med 7 boliger i København", vartill hon dessutom ger en del av sitt gods vid Ålborg, nämligen så mycket, som kan värderas till 20 000 riksdaler. Härav skulle de boende få en riksdaler i veckan, och deras antal efterhand ökas. Stiftelsens verksamhet inleddes kort efter stiftarens död (den 1 januari 1676) och hade då tolv boende. Jordegodset såldes 1722. Stiftelsens första byggnad var belägen i Dronningens Tværgade mellan Adel- och Borgergade och var ursprungligen en envåningsbyggnad, som påbyggdes 1742. Tio år senare invigdes en liten kyrka. Stiftelseurkunden fastställde, att de boende skulle vara "ret elendige, syge, sengeliggende, fattige Folk, som ellers ingen Raad eller Hjælp have". Det sades inte något om deras kön, men med undantag för den första tiden var dock stiftelsen endast belagd med kvinnor, av vilka det under senare år fanns plats för 24 personer. Under 210 år fanns Abel Cathrines Boder på sin ursprungliga plats, tills kommunstyrelsen den 2 februari 1885 beslutade, att omkring 1400 m² av en kommunägd fastighet mellan Viktoriagade och Istedgade skulle säljas till stiftelsen. Den nya byggnaden uppfördes efter ritningar av Hermann Baagøe Storck i nyrenässansstil och togs i bruk i slutet av oktober 1886; kyrkan invigdes av Själlands biskop den 31 oktober samma år. Där fanns plats för 39 boende, som var och en hade ett rum med alkov och kök.